# Nicol David
Datuk Nicol Ann David (Penang, 26 agosto 1983) è una giocatrice di squash malaysiana del circuito professionistico, campione del mondo nel 2005 e 2006 e vincitrice del British Open nel 2005, 2006 e 2008.
Ha vinto 32 tornei WISPA.

## Carriera
È professionista dal 2000.
Si allena ad Amsterdam.